# Свети Николай (Обидим)
„Свети Николай Чудотворец“ е възрожденска българска църква, енорийски храм на пиринското село Обидим, част от Неврокопската епархия на Българската православна църква.

## История
Храмът, разположен в центъра на селото, е построен в 1842 г. и осветен на следната 1843 година. Сградата е дълга 23 m, широка 13 m и висока 8 m, като стените са дебели 1 m. По време на Илинденско-Преображенското въстание на 14 срещу 15 септември 1903 г. църквата е изгорена заедно с цялото село. Възстановена е и надстроена в 1906 година. През май 1909 година на място е отлята камбаната на храма, тежаща 153 kg.